# Стигзелиус, Лаурентиус
Лаурентиус Матиус Стигзелиус Онгерманнус (швед. Laurentius Stigzelius; 27 октября 1598, провинция Онгерманланд — 31 августа 1676, Уппсала) — архиепископ Швеции (1670—1676).

## Биография
Сын священника. Окончил Уппсальский университет. С 1625 года — магистр искусств.
В 1630 году совершил путешествие по Европе. В 1640 году стал профессором богословия в университете Уппсалы.
За время работы в качестве профессора вëл споры со сторонниками философии Петруса Рамуса канцлером университета Юханом Шютте и вице-канцлером, профессором Лаурентиусом Паулинусом Готусом, который позже стал архиепископом Уппсалы, в то время, как сам Стигзелиус отстаивал учения философов и ученых Древней Греции, в частности, схоластического аристотелизма.
Когда в 1660-е годы идеи Декарта широко распространились в университете, Стигзелиус был из противником.
Имел репутацию уважаемого и весьма осведомленного в теологии университетского профессора. С его мнением, обычно, считались в университете. Так, он выступал за отмену экзорцизма, как одного из догматов протестантской церкви (который до сих пор используется в Швеции).
В 1670 году стал архиепископом Швеции, уже будучи в преклонном возрасте и был им до своей смерти в 1676 году.